# Katrina Powell
Katrina „Triny“ Maree Powell (* 8. April 1972 in Canberra) ist eine australische Hockeytrainerin und ehemalige -spielerin, die mit der Australischen Hockeynationalmannschaft 1996 und 2000 Olympiasiegerin war. Im März 2021 wurde sie Trainerin der Australischen Hockeynationalmannschaft der Damen.

## Sportliche Karriere
Katrina Powell trat in 252 Länderspielen für Australien an und erzielte 141 Tore.
Die jüngere Schwester von Lisa Powell rückte 1996 in die Nationalmannschaft auf. Bei den Olympischen Spielen 1996 in Atlanta trafen die Australierinnen im Finale auf die Südkoreanerinnen und gewannen den Titel mit 3:1, wobei Katrina Powell den letzten Treffer im Finale erzielte.
Bei der Weltmeisterschaft 1998 in Utrecht bezwangen die Australierinnen im Finale die Niederländerinnen mit 3:2. Vier Monate später fanden in Kuala Lumpur die Commonwealth Games statt, im Finale siegten die Australierinnen mit 8:1 gegen die Engländerinnen. 1997 und 1999 siegten die Australierinnen bei der Champions Trophy der Damen. 2000 fanden die Olympischen Spiele in Sydney statt. Im Finale gegen die Argentinierinnen siegten die Australierinnen mit 3:1.
2002 gewann Powell die Bronzemedaille bei den Commonwealth Games in Manchester. 2004 belegten die Australierinnen in der Vorrunde der Olympischen Spiele in Athen den vierten Platz und konnten daher nur um die Plätze 5–8 spielen. Mit Siegen über die Südkoreanerinnen und die Neuseeländerinnen erreichten sie den fünften Platz.
Im März 2021 wurde sie als Nachfolgerin von Paul Gaudoin Trainerin der Australischen Hockeynationalmannschaft der Damen.